# Forthcoming Fire
Forthcoming Fire ist eine Band aus Bingen am Rhein, die 1990 gegründet wurde. Sie erfreute sich in der ersten Hälfte der 1990er Jahre einiger Bekanntheit in der Dark-Wave-Szene, wandte sich mit dem dritten Album Je suis von 1995 aufgrund des Einsatzes genrefremder Elemente jedoch zunehmend von dieser ab.

## Geschichte
Forthcoming Fire wurde 1990 gegründet. Insbesondere mit dem 1993er Album Illumination, für das Deutscher W. von der Punk-Band OHL als Gastsänger gewonnen werden konnte, fanden Forthcoming Fire in der Schwarzen Szene Anklang. In der Mitte der 1990er erfolgte ein Stilwandel, durch den vermehrt Hard-Rock- und Metal-Elemente kompositorisch verarbeitet wurden. Das dritte Album Je suis von 1995 weist mit Titeln wie Der unbesiegte Sonnengott deutliche Parallelen zur Neuen Deutschen Härte auf, die einige Zeit später mit der Band Weissglut untermauert wurden. 1998 verließen Gitarrist Jens Weimar und Keyboarder Bernhard Klumb, der bis dahin für die Mehrzahl der Kompositionen verantwortlich war, die Band.
2004 veröffentlichten Forthcoming Fire als Duo das Reinhold Elstner gewidmete Album In Flammen, auf dem erstmals auch zeitgemäße Kompositionen zwischen Industrial Rock und elektronischer Musik, insbesondere Drum-and-Bass- und Hip-Hop-Elementen, zu hören sind.
Im Oktober 2010 veröffentlichten Forthcoming Fire ein Album mit dem Titel Set the World on Fire, das Remixe, Coverversionen und neue Stücke enthielt. Seit 2011 gilt die Band laut Instagram- und Bandcamp-Profil als aufgelöst. Im Oktober 2023 veröffentlichten drei ehemalige Gründungsmitglieder ohne die Beteiligung von Josef Klumb ihre erste Single unter dem Bandnamen Any Miracle.

## Rechtsextremismusvorwürfe
Die Band wird häufig mit dem Vorwurf konfrontiert, sie propagiere nationalsozialistisches und faschistisches Gedankengut. Vor allem Frontmann Josef Maria Klumb (alias „Jay Kay“, ehemals Circle of Sig-Tiu, nun auch Von Thronstahl) sorgte immer wieder für Schlagzeilen durch umstrittene Äußerungen, etwa über eine angebliche zionistische Weltverschwörung oder durch Kontakte zu rechtsextremen Kreisen.
Der Verfassungsschutz NRW zählte Forthcoming Fire zu einer Reihe von Bands, bei denen zu beobachten gewesen sei, „dass NS-Symbolik aufgegriffen wurde und positive Bezüge zu Leitfiguren des Rechtsextremismus hergestellt wurden“. Allerdings wiesen „die Texte der Musikstücke in den allermeisten Fällen keine direkten und offensichtlichen rechtsextremistischen Aussagen auf“.
Die Bundesprüfstelle für jugendgefährdende Medien hat kein Musikstück von Forthcoming Fire indiziert.
Im Jahr 2000 veröffentlichte Klumb ein Buch unter dem Titel Leicht entflammbares Material. Hierin schildert er das Bandleben von Forthcoming Fire und nimmt aus seiner Sicht Stellung zu den Vorwürfen von Antifa und Presse.

## Diskografie
- 1991: Longing for Light (CDS)
- 1992: Ekhnaton (LP / CD)
- 1993: Illumination (LP / CD)
- 1994: Heliopolis (EP)
- 1995: Je suis (CD)
- 1997: Verurteilt, gerichtet und lebendig verbrannt (CD) – Retrospektive
- 1999: Watching Rome Burn (CD)
- 2004: In Flammen (CD)
- 2005: Siberian Summer (MCD)
- 2010: Set the World on Fire (CD)